# فسفر برنز
فسفر برنز (به انگلیسی: Phosphor bronze) یکی از آلیاژهای مس با نسبت ۰٫۵ تا ۱۱درصد قلع و ۰٫۰۱ تا ۰٫۳۵ درصد فسفر می‌باشد. عنصر قلع خواص مقاوت در برابر خوردگی و استحکام و عنصر فسفر خواص مقاومت در برابر سایش و سختی را افزایش می‌دهند.
از خواص دیگر این آلیاژ می‌توان به سختی، استحکام، ضریب اصطکاک پایین و دانه‌بندی مناسب اشاره کرد. فسفر باعث کاهش ویسکوزیته مذاب برای ریخته‌گری آسان و بهتر و کاهش مرزدانه‌های بین کریستال‌ها می‌گردد.

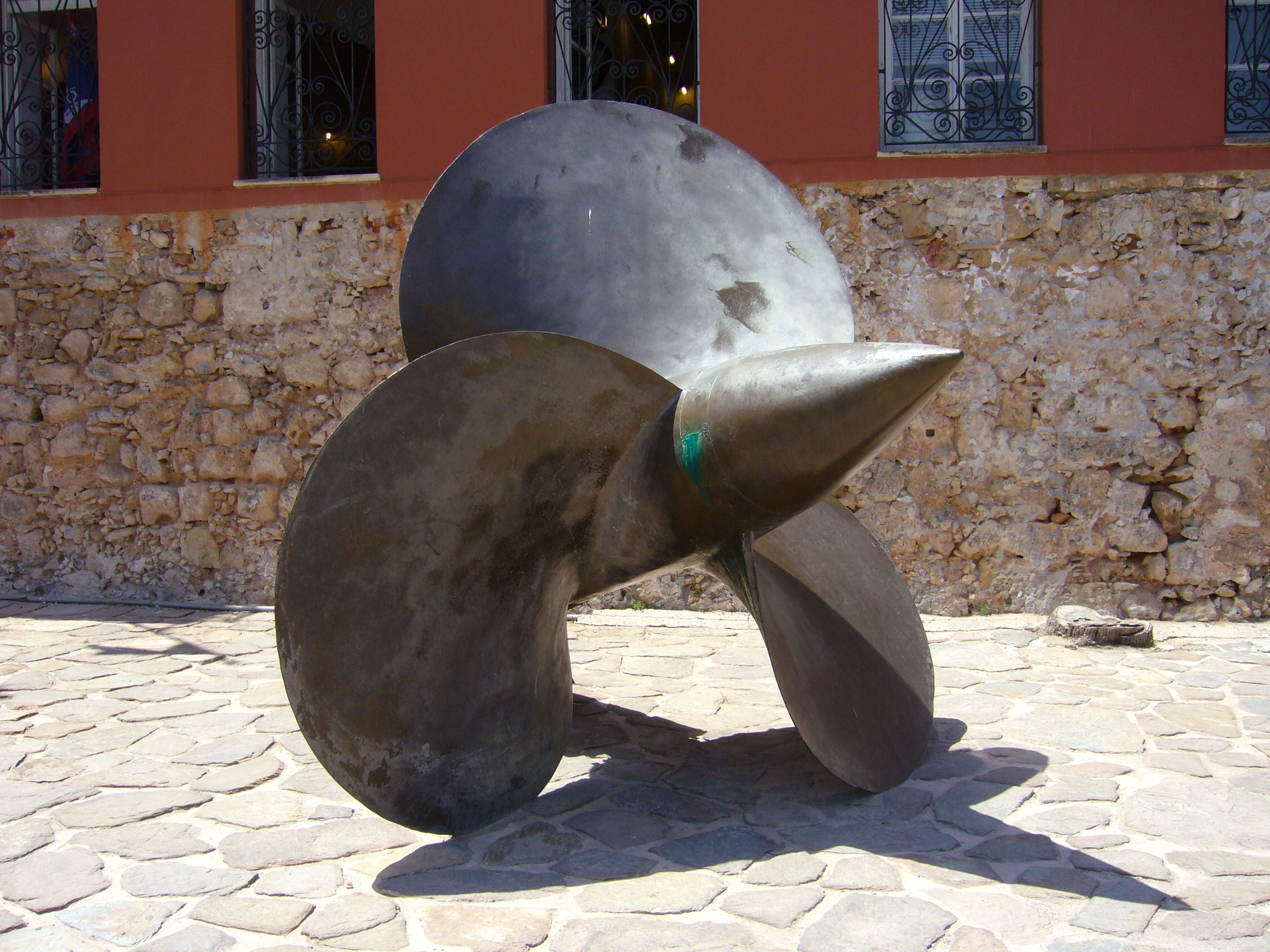
پروانه کشتی جنگی آمریکایی در سال ۱۹۴۰ساخته شده از فسفر برنز

## استفاده‌های صنعتی
فسفر برنز از مس- قلع-فسفر تشکیل شده‌است و در ساخت بوش‌های برنزی، فنر، پیچ و مهره و موقعیتهای مختلفی که خواص مقاومت در برابر خستگی، پوشش دهی و خوردگی شیمیایی اهمیت زیادی دارد (مانند پروانه کشتی در محیط دریایی) مورد استفاده قرار می‌گیرد.
به‌طور معمول درجات A , C و E – C51000، C52100، C50700 در آلیاژهای غیر فلزی بکار می‌رود. ترکیبی از خواص فیزیکی خوب، ضریب هدایت الکتریکی قابل قبول و هزینه متوسط باعث استفاده از این آلیاژ در طیف گسترده از اشکال سیم‌هایی که در تماس با برق هستند و خواص مورد نیاز را برآورده می‌کنند استفاده گردد و همچنین این آلیاژ از آلیاژهایی مانند مس برلیم (برنز برلیم) بسیار ارزانتر است.
همچنین فسفر برنز (۹۴٫۸٪ مس، ۵٪ قلع، ۰٫۲٪فسفر) در دماهای بسیار پایین قابل استفاده است. خواص رسانایی الکتریکی و هدایت حرارتی کم باعث استفاده این آلیاژ در اتصالات الکتریکی که در دماهای بسیار پایین کار می‌کند شده‌است.
بوش‌های فسفر برنزی در ساخت انواع بوش‌های برنزی مورد استفاده قرار می‌گیرد.

## حمل و نقل سوخت هسته ای
مس را بدون حضور اکسیژن با فسفر آلیاژ می‌کنند (آلیاژ CuOFP) تا از اکسیداسیون بهتر محافظت شود. این آلیاژ به عنوان یک لایه ضخیم مقاوم در برابر خوردگی برای حمل و نقل سوخت هسته ای به صورت کپسولهای بلند در دسترس است.

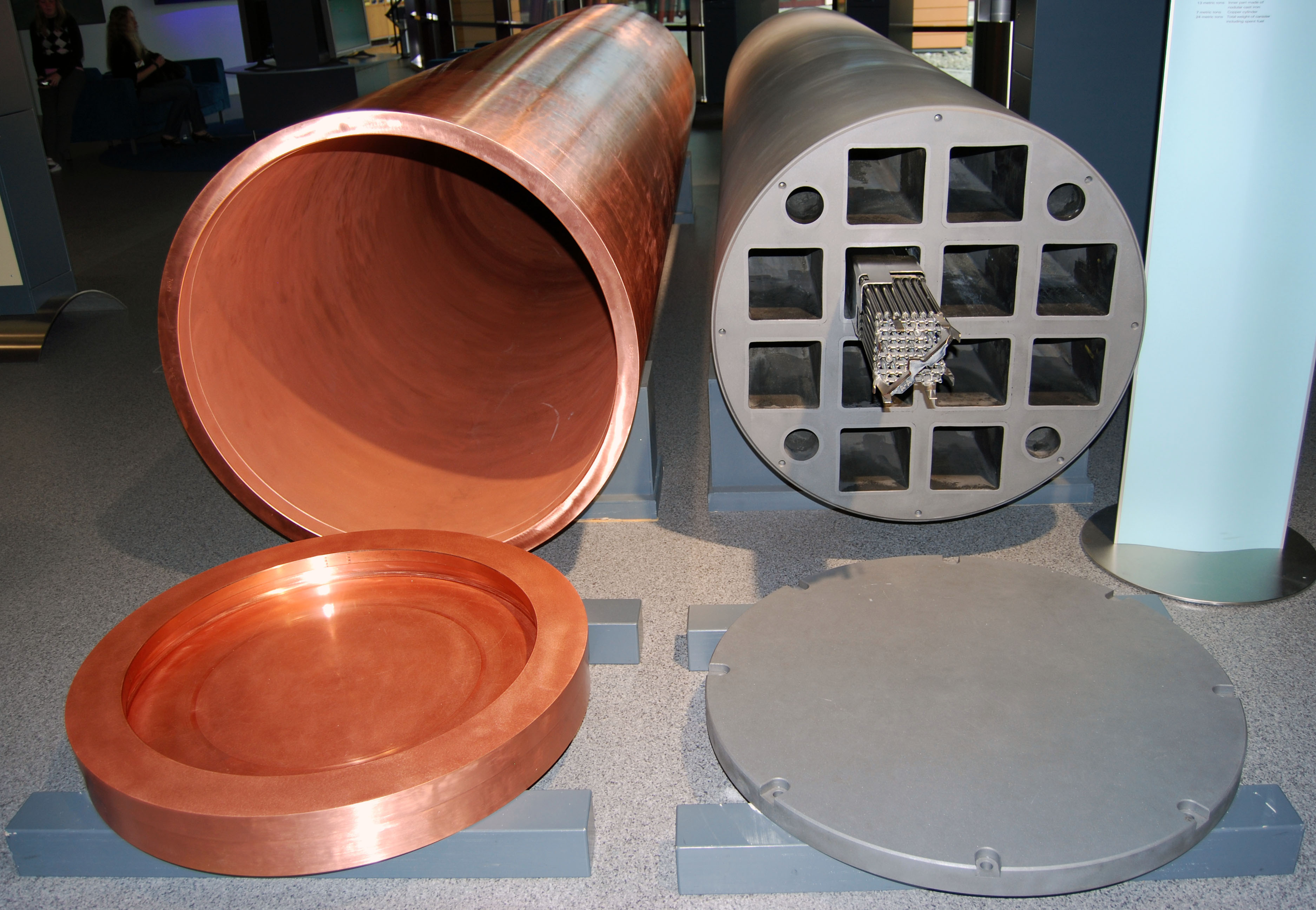
کپسول حمل سوخت هسته ای از آلیاژ CuOFP

## کامپیوتر UNIVAC
نوار مغناطیسی برای اولین بار در سال ۱۹۵۱ برای ضبط داده‌های کامپیوتری در کامپیوتر UNIVAC شرکت Eckert-Mauchly مورد استفاده قرار گرفت. UNISERVO یک نوار نازک فلزی به عرض ۵/۰اینچ (۷/۱۲ میلیمتر) از فسفر برنز پوشش داده شده با نیکل است. تراکم ثبت اطلاعات ۱۲۸ کاراکتر به ازای هر اینچ (۱۹۸ کاراکتر بر میکرومتر) در سرعت خطی ۱۰۰ اینچ بر ثانیه (۲٫۵۴ متر بر ثانیه) و نرخ ثبت اطلاعات ۱۲۸۰۰ کاراکتر بر ثانیه است.

## آلات موسیقی
برای ساخت سنج‌ها در آلات موسیقی فسفر برنز به برنج به علت انعطاف‌پذیری بیشتر ترجیح داده می‌شود، که این موضوع باعث ایجاد طیف گسترده‌تری از اصوات و پایداری بهتر می‌گردد. فسفر برنز یکی از چندیدن آلیاژ مس است که جاگزین مناسبی برای آلیاژ برنج زرد در ساختن بدنه سازهای بادی می‌باشد. نمونه سازهای ساخته شده با آلیاژهای مس از میان خانواده آلیاژ برنج ترامپت، شیپور و ساکسیفون می‌باشند. علاوه بر رنگ متمایزسازهایی که با آلیاژهای مس ساخته شده، این سازها باید توسط نوازندگان، فروشندگان و طراحان از نظر هارمونیک اصوات تولید شده مورد تأیید باشند. بدنه ساکسیفون مدل ۹۰۲/۹۹۲ ساخت شرکت Yanagisawa از فسفر برنز ساخته شده‌است. بدنه مدلهای ۹۰۱/۹۹۱ ساخت این شرکت از آلیاژ برنج است.
برخی از سیم سازهایی مانند گیتارهای آگوستیک، گیتار الکتریک و ویالون نیز از فسفر برنز ساخته شده‌است. شرکتهای Buckeye Music و Suzuki Musical Instrument Corporation از فسفر برنز در ساخت بدنه ساز دهنی استفاده می‌کنند. برخی از سنج‌های درام هم از فسفر برنز ساخته شده‌است.

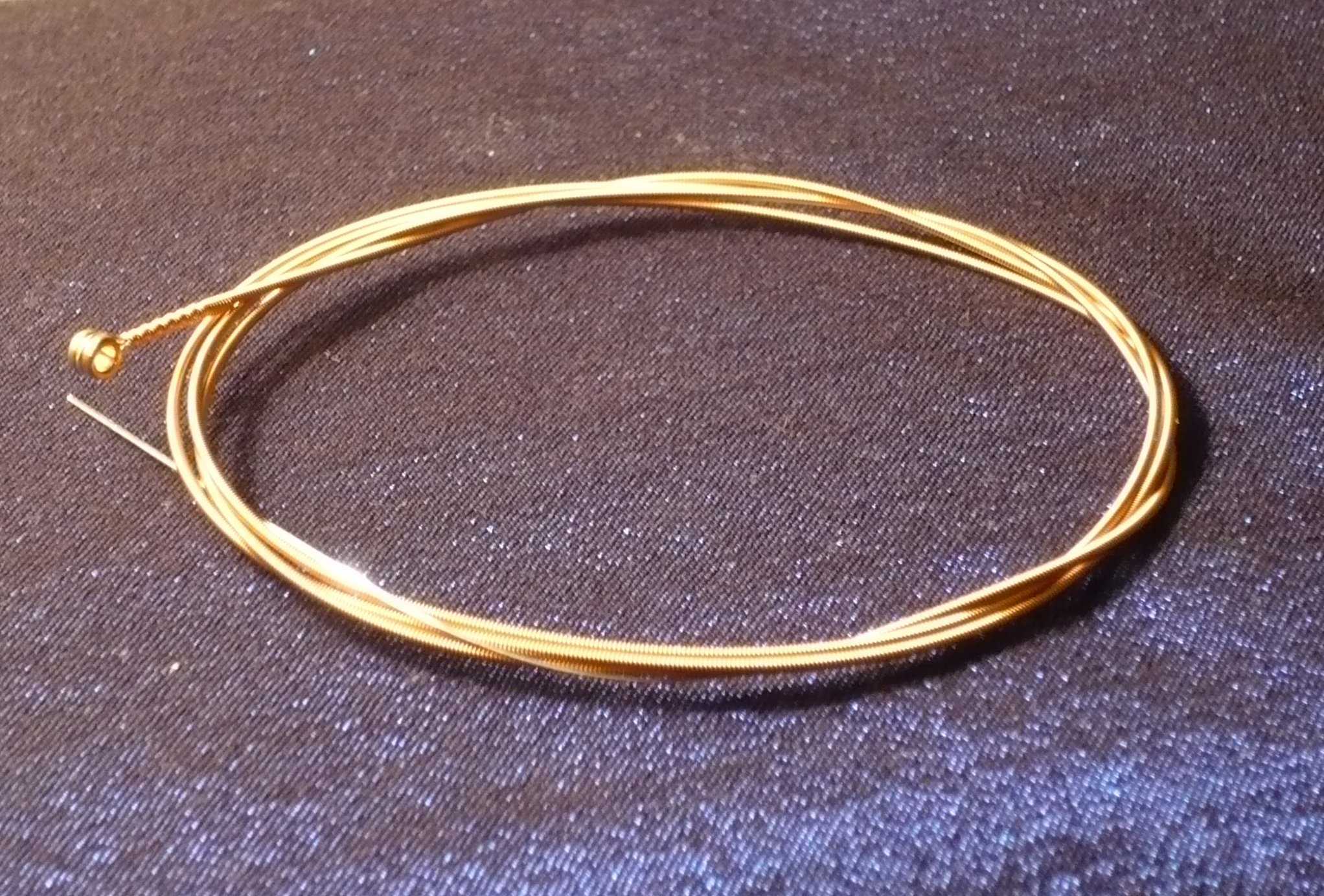
سیم گیتار ساخته شده از فسفر برنز

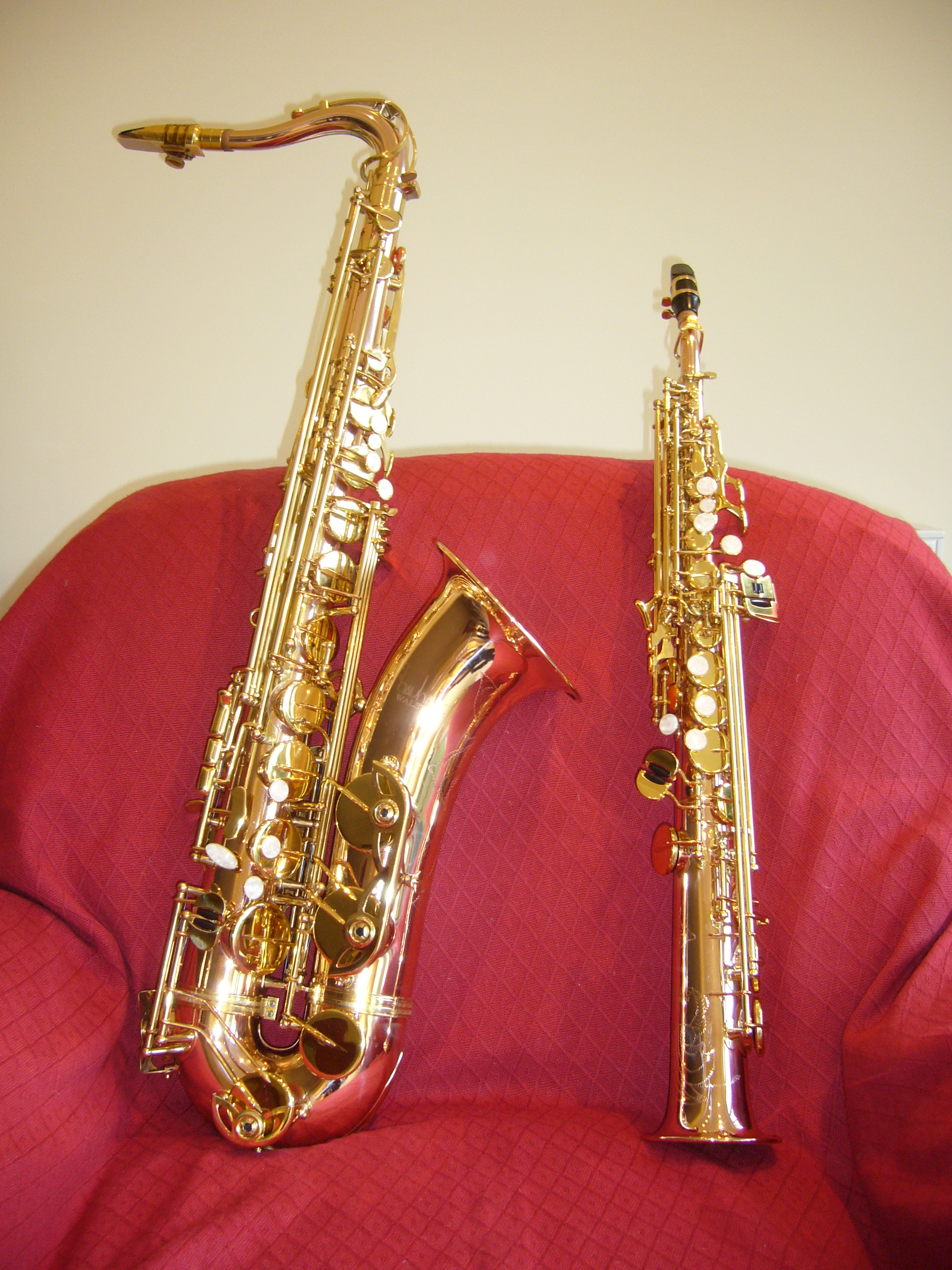
tenor و ساکسیفون ساخته شده از فسفر برنز

## انواع مختلف
افزایش دادن مقدار فسفر باعث به وجود آمدن یک ترکیب سخت Cu3P (فسفید مس) خواهد شد، که باعث شکنندگی فسفر برنز می‌گردد که کاربرد کمتری دارد.
حدود سال ۲۰۰۱، شرکت Olin Corporation یک آلیاژ جدید از فسفر برنز توسعه داد که عناصر آن به صورت زیر است:
- فلز روی – ۹/۹٪
- فلز قلع – ۲/۲٪
- آهن - ۹/۱٪
- فسفر – ۰۳/۰٪
- مس – ۹۷/۸۵٪

شرکت Olin Corporation از این آلیاژ در اتصالات الکتریکی و الکترونیکی استفاده کرده‌است.

## دمای ذوب و چگالی فسفر برنز
چگالی و نقطه ذوب دو ویژگی مهم در هر فلز هستند. بدون اطلاع از این دو مشخصه کاربرد و استفاده از فلز در هاله ابهام خواهد بود. در زیر دمای ذوب و چگالی آلیاژ فسفر برنز را آورده‌ایم.
| ویژگی فسفر برنز | متریک      | امپریال      |
| --------------- | ---------- | ------------ |
| چگالی فسفر برنز | 8.86 g/cm3 | 0.320 lb/in³ |
| نقطه ذوب        | 954°C      | 1750°F       |

همانطور که در جدول بالا دیدیم چگالی فسفر برنز در سیستم متریک 8.86 گرم بر سانتیمتر مکعب است و دمای ذوب این محصول 945 درجه سانتیگراد است.

## خواص مکانیکی فسفر برنز
ویژگی‌های مکانیکی برنز فسفر به مقدار مس و قلع موجود در آلیاژ و همچنین هر عنصر اضافی اضافه شده در طول فرآیند تولید مانند روی یا سرب بستگی دارد. به طور کلی، این آلیاژها استحکام کششی بسیار خوبی در دماهای بالا تا 150 درجه سانتیگراد (302 درجه فارنهایت) همراه با شکل پذیری خوب نشان می دهند و آنها را برای کاربردهای با دمای بالا مانند آسترهای کوره یا منیفولدهای اگزوز در جایی که وجود دارد مناسب است.

## قدرت تسلیم و مقاومت کششی
قدرت تسلیم به عنوان یکی از انواع ویژگی آلیاژ برنز فسفر به ترکیب دقیق آلیاژ بستگی دارد، اما معمولاً در محدوده 500 MPa (72 ksi) تا 900 MPa (130 ksi) قرار دارد. این محدوده، برنزهای فسفر را برای کاربردهای باربری مختلف، مانند چرخ دنده‌هایی با نیروی برش بالا، بدون کاهش چقرمگی یا شکل‌پذیری در دماهای بالا تا 150 درجه سانتی‌گراد (302 درجه فارنهایت) مناسب می‌سازد.